# Shenzhou 19
Shenzhou 19 è il quattordicesimo volo spaziale cinese con equipaggio. È stato lanciato il 29 ottobre 2024 dal Centro spaziale di Jiuquan a bordo di un lanciatore Lunga Marcia 2F. L'equipaggio è composto da tre astronauti del People's Liberation Army Astronaut Corps (PLAAC), il comandante Cai Xuzhe, l'operatore Song Lingdong e l'operatore dei sistemi di bordo Wang Haoze. Lo scopo della missione era raggiungere la stazione spaziale Tiangong dove l'equipaggio sta trascorrendo sei mesi a bordo per svolgere ricerca scientifica e manutenere la stazione spaziale Tiangong.

## Equipaggio
| Ruolo                 | Equipaggio                     | Equipaggio                     |
| --------------------- | ------------------------------ | ------------------------------ |
| Comandante            | Cai Xuzhe, CNSA Secondo volo   | Cai Xuzhe, CNSA Secondo volo   |
| Operatore             | Song Lingdong, CNSA Primo volo | Song Lingdong, CNSA Primo volo |
| Operatore dei sistemi | Wang HaoZe, CNSA Primo volo    | Wang HaoZe, CNSA Primo volo    |